# Allsvenskan de 1941–42
A Primeira Divisão do Campeonato Sueco de Futebol da temporada 1941-42, denominada oficialmente de Allsvenskan 1941-42, foi a 18ª edição da principal divisão do futebol sueco. O campeão foi o IFK Göteborg que conquistou seu 2º título na história da competição.

## Premiação
| Allsvenskan 1941-42              |
| Gotemburgo                       |
| -------------------------------- |
| IFK GÖTEBORG Campeão (2º título) |